# Caribayona
Caribayona es un centro poblado colombiano en el departamento de Casanare, en el municipio de Villanueva. Ubicado en el margen izquierdo del rio Tua.
Se destaca la producción agrícola, principalmente plátano y cítricos.